# Gais (Ausser-Rhoden)
Gais és un municipi del cantó d'Appenzell Ausser-Rhoden (Suïssa).
El 1977, el poble Gais va rebre el Premi Wakker pel desenvolupament i la preservació del seu patrimoni arquitectònic. La plaça del poble, l'església protestant de 1782, l'antic hotel balneari Neuer Ochsen de 1796 i la fonda Krone de 1781 estan catalogats com a llocs patrimonials d'importància nacional.

## Història
El poble de Geis s'esmenta per primera vegada en una llista d'ofrenes donades a l'abadia de St Gall el 1272. Mentre estava sota l'abadia, Gais era un poble semi-independent amb el seu propi Ammann (agutzil) i jutge. Al segle XIV Gais ja actuava com a comunitat independent. Sota l'Ammann, Konrad Geppensteiner Gais es va unir a l'Aliança de Ciutats Suabes (en alemany: Schwäbischer Städtebund) el 1377. El 1401 la ciutat es va aliar amb la Lliga de la Casa de Déu. Una de les batalles més importants de les guerres d'Appenzell (1401–29), la batalla de Stoss Pass, va tenir lloc al territori de Gais.